# Nikica Ljubek
Nikica Ljubek (Osijek, 19 ottobre 1980) è un canoista croato, specializzato nei 500 e 1 000 metri e nella disciplina della maratona.

## Biografia
È figlio di Matija Ljubek, campione olimpico della canoa per la Jugoslavia a Montréal 1976 e Los Angeles 1984.
Ha rappresentato la Croazia ai Giochi olimpici di Sydney 2000, dove è stato eliminato in batteria nella canoa monoposto 1000 metri e in semifinale nella canoa biposto 500 metri, in coppia col connazionale Dražen Funtak.
Ha partecipato ai mondiali di maratona di Copenaghen 2013, Oklahoma City 2014, Győr 2015 e Vila Verde 2018, senza mai riuscire a salire sul podio.

## Palmarès
- Podi in Coppa del Mondo maratona

3° Brandeburgo 2015
1° Bohinj